# Federação (Salvador)
A Federação é um bairro de Salvador, capital do estado brasileiro da Bahia.
Bairro central e populoso, ali estão situados importantes cemitérios e unidades da Universidade Federal da Bahia (UFBA). O seu nome se dá porque aquela área era propriedade da Federação Baiana de Futebol, que ia até o Campo da Graça e depois foi desmembrado e vendido para o condomínio, que deveria ser fechado.
Segundo o presidente da Associação Brasileira de Preservação da Cultura Afro-ameríndia (AFA), Leonel Monteiro, o bairro recebeu esse nome devido a atual Rua Caetano Moura que se chamava Estrada da Federação. Até o final do século 19, o bairro era composto de fazendas que se limitavam ao Cemitério Campo Santo

## Acesso e localização
Tem limites com a Graça e Canela (a Oeste), o Garcia (ao Norte), Parque São Braz (a Leste) e Alto das Pombas, Ondina e o Engenho Velho da Federação (ao Sul).
Sua principal via é a Avenida Cardeal da Silva - na verdade um prolongamento (sem solução de continuidade) da rua Caetano Moura, que por sua vez é sequência da Ladeira do Campo Santo e esta da Rua Padre Feijó (que vem do Canela). Na Federação é que inicia a Avenida Anita Garibaldi, uma das principais vias centrais da capital baiana.
A primeira via foi a rua Caetano Moura, inicialmente chamada de Estrada da Federação.

## Principais instalações
Na Federação está localizado o Cemitério do Campo Santo, a principal necrópole da capital; defronte a este está o Cemitério dos Alemães (ou Cemitérios dos Estrangeiros), voltado para a comunidade teutônica.
Pela sua topografia, sendo um dos bairros mais altos, cujo ponto culminante atinge 115 metros de altitude, abriga várias emissoras de rádio e televisão do estado, entre elas, TV Bahia, TV Aratu, RecordTV Itapoan (esta conhecida pela sua imponente torre de transmissão que é avistada desde a Avenida Vasco da Gama), Band Bahia, TVE Bahia e TV Baiana.
Próximo ao Campo Santo está o Hospital das Clínicas, o Centro de Pesquisa e Assistência em Reprodução Humana (CEPARH) e o Instituto Brasileiro para Investigação da Tuberculose (IBIT). 
A Universidade Federal da Bahia tem ali o Pavilhão de Aulas da Federação (PAF), um complexo de unidades que tem início com a Escola Politécnica e, mais adiante, a Faculdade de Arquitetura e  Instituto de Geociências - prolongando-se na parte inferior do terreno contíguo, já em Ondina, com outras tantas unidades de ensino superior.
É na Federação também que está um câmpus da Universidade Católica do Salvador (UCSal) e da Universidade Salvador (UNIFACS).

## Segurança
Foi listado como um dos bairros menos perigosos de Salvador, segundo dados do Instituto Brasileiro de Geografia e Estatística (IBGE) e da Secretaria de Segurança Pública (SSP) divulgados no mapa da violência de bairro em bairro pelo jornal Correio em 2012. Ficou entre os bairros mais tranquilos em consequência da taxa de homicídios para cada cem mil habitantes por ano (com referência da ONU) ter alcançado o segundo nível mais baixo, o "1-30", sendo um dos melhores bairros na lista.
Em 2017 foi divulgado que a facção criminosa BDM (Bonde do Maluco) que exerce controle sobre o tráfico de drogas na Bahia atua sobre o bairro.